# Філашкін Вадим Сергійович
Вадим Сергійович Філашкін (нар. 14 червня 1975, смт Арбузинка, Миколаївська область, Українська РСР, СРСР) — український державний діяч, голова Донецької обласної державної адміністрації із 27 грудня 2023 року.

## Біографія
Вищу освіту здобував у Миколаївському державному педагогічному університеті за спеціальністю «педагогіка та методика середньої освіти. Фізична культура та допризовна підготовка». Потім у 2008 році здобув освіту юриста у Київському національному університеті внутрішніх справ.
У листопаді 2015 — серпні 2016 року — заступник начальника Головного управління Національної поліції в Донецькій області.
У лютому 2019 — 27 грудня 2023 року — заступник голови Донецької обласної державної адміністрації.
З 27 грудня 2023 року — голова Донецької обласної державної адміністрації — начальник Донецької обласної військово-цивільної адміністрації.